# Morts suspectes
Pour plus de détails, voir Fiche technique et Distribution.
Morts suspectes (Coma) est un film américain réalisé par Michael Crichton, sorti en 1978.

## Synopsis
Admise au Boston Memorial Hospital sur les conseils de son amie d'enfance le docteur Susan Wheeler, interne dans cet établissement, Nancy Greenly doit subir un curetage.
À la fin de l'intervention elle ne se réveille pas et tombe dans un coma profond. Les médecins ignorent ce qui lui est arrivé et plus encore ce qu'elle a.
Cherchant une explication, Susan Wheeler découvre que dix autres cas similaires se sont produits dans l'établissement au cours de l'année écoulée. Mais très vite, elle se heurte à sa hiérarchie car elle enfreint le règlement pour en savoir plus. Elle ne trouve guère plus de compréhension auprès de son amant, le docteur Mark Bellows, qui la croit paranoïaque.
À la mort de Nancy elle décide de mener son enquête. Très vite, elle se rend compte qu'un homme la suit et en veut à sa vie. Un technicien, Kelly, au prix de sa vie, lui permet de découvrir dans le sous-sol de l'hôpital un mécanisme qui envoie aux patients lors des interventions chirurgicales du monoxyde de carbone au lieu de l'oxygène. Elle découvre que les comateux végétatifs sont transférés à l'institut Jefferson, dans un endroit isolé. Profitant de son statut de médecin, elle s'y introduit lors d'une visite et s'y laisse enfermer. Elle y trouve le pot aux roses : l'objet des mises volontaires dans le coma est un odieux trafic d'organes à l'échelle internationale menée par le chirurgien en chef de l'hôpital, le docteur Harris.
Réussissant à s'évader de l'institut Jefferson, elle tombe dans un piège tendu par Harris qui la drogue avec un produit simulant l'appendicite. Son but est de l'opérer et de la plonger dans le coma. Elle est sauvée in-extremis par Mark Bellows.

## Fiche technique
- Titre français : Morts suspectes
- Titre original : Coma
- Réalisation : Michael Crichton
- Scénario : Michael Crichton, d'après le roman de Robin Cook
- Production : Martin Erlichman (en)
- Société de production : Metro-Goldwyn-Mayer
- Musique : Jerry Goldsmith
- Photographie : Victor J. Kemper et Gerald Hirschfeld
- Montage : David Bretherton
- Décors : Albert Brenner
- Effets spéciaux : Joe Day
- Pays de production : États-Unis
- Format : Couleurs - 1,85:1 - Mono - 35 mm
- Genre : Policier, thriller
- Durée : 113 minutes
- Dates de sortie : 
  - États-Unis : 6 janvier 1978
  - France : 28 juin 1978

## Distribution
- Genevieve Bujold (VF : Sylvie Feit) : le Dr Susan Wheeler
- Michael Douglas (VF : Bernard Murat) : le Dr Mark Bellows
- Elizabeth Ashley (VF : Évelyn Séléna) : Mme Emerson, de l'institut Jefferson
- Rip Torn (VF : Jacques Thébault) : le Dr George, l'anesthésiste
- Richard Widmark (VF : François Chaumette) : le Dr George A. Harris, le chirurgien en chef
- Lois Chiles (VF : Monique Thierry) : Nancy Greenly, la meilleure amie de Susan
- Harry Rhodes (VF : Pierre Saintons) : le Dr Morelind
- Gary Barton : le technicien informatique
- Frank Downing (VF : Henry Djanik) : Kelly
- Richard Doyle (VF : Yves-Marie Maurin) : Jim
- Alan Haufrect (VF : Roger Crouzet) : le Dr Jerry Marcus
- Lance Le Gault : Vince
- Michael MacRae [3](VF : Jacques Richard) : Bill Chandler, le chef des résidents
- Betty McGuire : l'infirmière
- Tom Selleck (VF : Joseph Falcucci) : Sean Murphy, un patient
- Charles Siebert : le Dr Goodman
- William Wintersole : le technicien du laboratoire
- Ernest Anderson : le premier docteur
- Harry Bosch : le deuxième docteur
- Maury Cooper : le troisième docteur
- Joni Palmer : le professeur de danse
- Joanna Kerns : Diane
- Kay Cole : Sally
- Tom Borut M.D. (VF : William Sabatier) : le Dr Cowans, anesthésiste
- Philip G. Brooks : le Dr Richards
- Benny Rubin (VF : Serge Nadaud) : M. Schwartz, un patient
- David Hollander : Jimmy
- Dick Balduzzi : premier homme de maintenance
- Gary Bisig : deuxième homme de maintenance
- Kurt Andon : premier policier
- Wyatt Johnson : deuxième policier
- John Widlock (VF : Jean-Pierre Dorat) : Norman, le secrétaire de Mme Emerson
- Duane Tucker : premier homme dans les douches
- Del Hinkley : deuxième homme dans les douches
- Paul Ryan : premier technicien
- Michael Mann : deuxième technicien
- Sarina C.Grant : la femme dans l'ascenseur
- David McKnight (VF : Greg Germain) : l'homme dans l'ascenseur
- Gerald Benston : l'anesthésiste
- Robert Burton : un pathologiste
- Ed Harris : Jim, un pathologiste
- Joe Bratcher : résident en chirurgie
- Martin Speer : résident en chirurgie
- Roger Newman : résident en chirurgie
- Paul Davidson: résident en chirurgie
- Lois Walden : une infirmière
- Sharron Frame : une infirmière
- Sue Bugden : une infirmière
- Susie Luner : une infirmière
- Vaughn Armstrong : garde de sécurité à l'institut Jefferson
- Jason Bernard : résident en chirurgie
- Gerald Berns : garde de sécurité
- Jeffrey Corazzini : un patient
- Bob Dio : passager du métro
- Philip Baker Hall : un docteur
- Edward C. Higgings : deuxième garde de sécurité
- Mary D.Mascari : un docteur
- Gerry Vichi (VF : Paul Bisciglia) : l'ambulancier (non crédité)
- Donald Wayne : (non crédité)
- Nicholas Worth : le chef de sécurité de l'institut Jefferson

## Autour du film
Le tournage s'est déroulé à Boston, Ipswich, Laguna Niguel, Lexington, Los Angeles, Marblehead, Rockport et Somerville. L'institut Jefferson se trouve au 191 Spring Street à Lexington. Il abrite de nos jours les bureaux de la société Mimecast. Dans le film, le Boston Memorial Hospital est le lieu de l'action, qui ressemble beaucoup au  Massachusetts General Hospital de Boston.
Il s'agit du premier film dans lequel joue Ed Harris, qui tient ici le petit rôle d'un pathologiste.
Le rôle de Susan Wheeler était intialement prévu pour Julie Christie. Il fut ensuite proposé à Farrah Fawcett qui ne put l'accepter, tournant alors Drôles de dames.
Un remake a été tourné pour la télévision en 2012 avec Lauren Ambrose dans le rôle tenu par Geneviève Bujold.
Ce thriller contient plusieurs scènes d'épouvante qui évoquent un film d'horreur.
Lois Chiles qui tient le rôle de Nancy tourne la même année Mort sur le Nil et l'année suivante devient la James Bond girl de Moonraker.
Tom Selleck qui incarne un patient tombé dans le coma connaîtra la gloire deux ans plus tard en devenant le détective Magnum.
Le personnage du tueur joué par Lance LeGault s'appelle D'Ambrosio dans le roman et Vince dans le film, mais son nom n'est jamais cité.
Le compositeur Jerry Goldsmith n'a inséré aucune note de musique durant la première heure du film. La partition commence lors de la première rencontre entre Susan et le tueur.
Les cas de coma inexpliqués sont présentés comme s'étant déroulés sur une période d'un an. Quand Susan consulte les dossiers dans le bureau du docteur George, on peut constater que les dates s'échelonnent de 1973 à 1977.
En 1994, Michael Crichton retrouvera l'univers hospitalier avec la série Urgences.

## Invraisemblances
Susan Wheeler est un médecin interne du Boston Memorial, mais dans plusieurs scènes (lorsqu'elle échappe à Vince, le tueur; lorsqu'elle se faufile dans l'institut Jefferson et s'évade sur le toit d'une ambulance), le personnage se comporte comme un détective ou un policier aguerri.
Mark Bellows fait arrêter le docteur Harris immédiatement après la tentative de meurtre de ce dernier contre Susan lors de l'opération de l'appendicite. Or, il vient juste de découvrir le mécanisme qui envoie du monoxyde de carbone aux malades. Il n'aurait pas eu le temps matériel d'alerter les autorités et de faire procéder à l'arrestation de Harris.

## Distinctions
- Nomination au prix de la meilleure actrice pour Geneviève Bujold, par l'Académie des films de science-fiction, fantastique et horreur en 1979.